# The Price of a Good Time
The Price of a Good Time er en amerikansk stumfilm fra 1917 af Lois Weber og Phillips Smalley.

## Medvirkende
- Mildred Harris som Linnie
- Anne Schaefer
- Helene Rosson som Molly
- Kenneth Harlan som Preston Winfield
- Alfred Allen